# 欣霍普爾 (紐約州)
欣霍普爾（英語：Shinhopple）是位於美國紐約州特拉華縣的非建制地區。

## 歷史
欣霍普爾的郵局於1882年設立，其後於1993年停運。

## 地理
欣霍普爾所處的海拔為高於海平面324米（即1063英呎），而該地所採用的時區為UTC-5，即北美东部时区（EST）。同時該地設有夏令時間，為UTC-5調快一小時，即UTC-4（EDT）。